# 張梯
張梯（1502年—？年），字子階，號南垌，山西太原府陽曲縣人，明朝政治人物。

## 生平
嘉靖十年（1531年）辛卯乡试五十九名，嘉靖十一年（1532年）聯捷壬辰科会试一百十八名，廷试三甲一百七名進士。觀禮部政，嘉靖十二年（1533年）出為直隸任丘縣知縣，改汲縣，陞監察御史。降戶部主事，升户部署郎中，嘉靖二十四年三月考察去职。

## 家族
曾祖張永，祖張琛，父張勃，母賈氏。永感下，妻王氏，兄楷；杞；棠；休；采；榘；栗；寨，弟槃；楠。子張筌。